# Chéquia
Chéquia ou Tchéquia (em checo, Česko, pronunciado: [ˈtʃɛsko]), oficialmente República Checa ou República Tcheca (em tcheco/checo:  Česká republika, pronunciado: [ˈt͡ʃɛskaː ˈrɛpuˌblɪka] (escutarⓘ)) é um país da Europa Central, limitado ao norte pela Polónia e pela Alemanha; a leste, pela Eslováquia; ao sul, pela Áustria; a oeste, pela Alemanha. A capital do país é Praga, que também é sua maior e mais populosa cidade. A Boémia, na parte ocidental do país, é cercada por morros baixos e forma uma bacia drenada pelo Labe (Elba) e Moldava (Vltava). Morávia, a parte oriental também é montanhosa e é banhada pelo rio Morava. Silésia, a parte do norte da Morávia, entre a Morávia e a Polônia.
Depois da Batalha de Mohács em 1526, o Reino da Boêmia foi gradualmente integrado na Monarquia de Habsburgo como uma de suas três partes principais, ao lado do Arquiducado da Áustria e o Reino da Hungria. A Revolta Boêmia (1618–1620), contra os Habsburgos católicos, levou à Guerra dos Trinta Anos, após a qual a monarquia consolidou sua regra, reimposta ao catolicismo, e adotou uma política de gradual germanização. Com a dissolução do Sacro Império Romano em 1806, o reino da Boêmia tornou-se parte do Império Austríaco. No século XIX, as terras checas tornaram-se a potência industrial da monarquia e do núcleo da República da Checoslováquia (Tchecoslováquia), que foi formada em 1918, após o colapso do Império Austro-Húngaro após a Primeira Guerra Mundial. Depois de 1933, a Checoslováquia permaneceu como a única democracia na Europa Central.
Na sequência do Acordo de Munique e da anexação polonesa de Zaolzie, a Checoslováquia caiu sob ocupação alemã durante a Segunda Guerra Mundial. Em 1945, uma grande parte do país foi libertado pelo Exército Vermelho, e a gratidão subsequente para os soviéticos, combinada com a desilusão com o Ocidente por não intervir, levou o Partido Comunista da Tchecoslováquia a alcançar a vitória nas eleições de 1946. Após o golpe de Estado em 1948, a Checoslováquia tornou-se um Estado comunista de partido único sob a influência soviética. Em 1968, aumentando a insatisfação com o regime, culminou com um movimento de reforma conhecido como a Primavera de Praga, que terminou com uma invasão dos exércitos dos países do Pacto de Varsóvia (com exceção da Roménia). A Checoslováquia permaneceu ocupada até 1989 quando, através da Revolução de Veludo, o regime comunista caiu e uma república parlamentar multipartidária foi formada. Em 1 de janeiro de 1993, a Checoslováquia pacificamente dissolveu-se em seus estados constituintes: a República Checa e a República Eslovaca.
A Chéquia é um país desenvolvido com economia avançada e com padrões de vida elevados. A Organização das Nações Unidas (ONU) classifica o país como o 14.º no desenvolvimento humano ajustado à desigualdade. A Chéquia também classifica-se como o quinto país mais pacífico na Europa, ao conseguir o melhor desempenho em governança democrática e mortalidade infantil na região. É uma democracia representativa parlamentar pluralista com a adesão na União Europeia em maio de 2004, da Organização do Tratado do Atlântico Norte (OTAN), da Organização para a Cooperação e Desenvolvimento Económico (OCDE), da Organização para a Segurança e Cooperação na Europa (OSCE) e do Conselho da Europa.

## Etimologia
O nome tradicional "Boêmia" deriva do latim Boiohaemum, que significa "casa do Boii". O nome atual em português vem do exônimo francês République tchèque, que por sua vez vem da palavra checa Čech. O nome vem da tribo eslava (checos, em tcheco/checo:  Čechové) e, segundo a lenda, o seu líder Čech, que os trouxe para Boêmia, para se assentar na montanha Říp. A etimologia da palavra Čech pode ser rastreada até a raiz protoeslava *čel-, que significa "membro do povo; parente", tornando-se assim cognato à palavra checa člověk (uma pessoa).

## História

### Checoslováquia

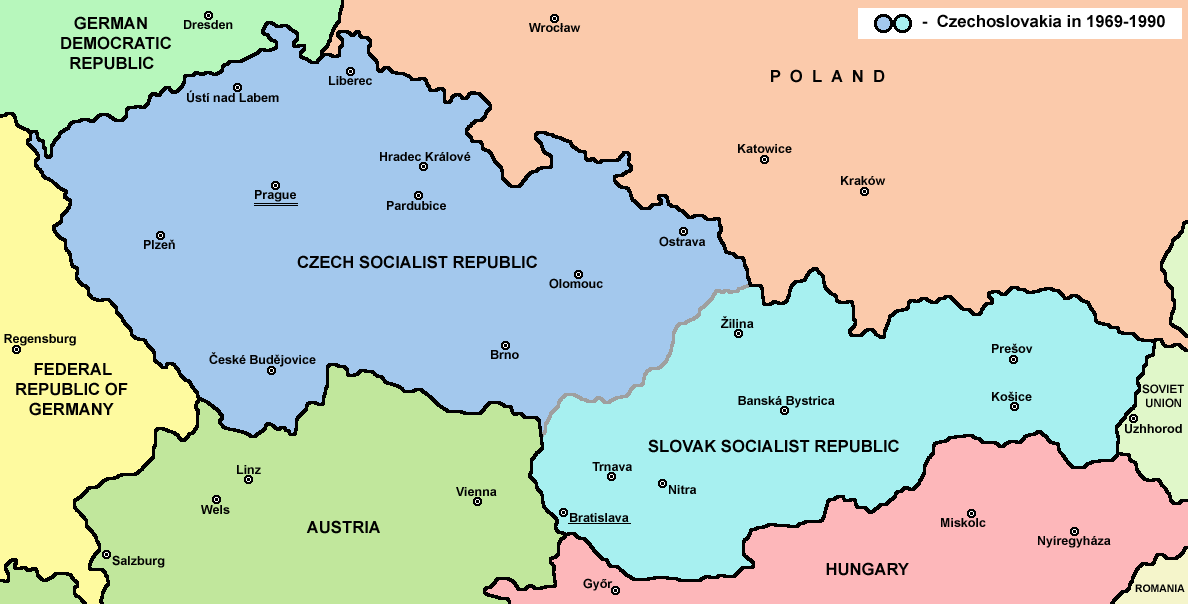
Mapa da Checoslováquia

Depois do colapso deste estado, que se seguiu à Primeira Guerra Mundial, os checos e os seus vizinhos eslovacos juntaram-se e formaram a república independente da Checoslováquia em 1918. O primeiro presidente da Checoslováquia foi Tomás Masaryk.

### Independência

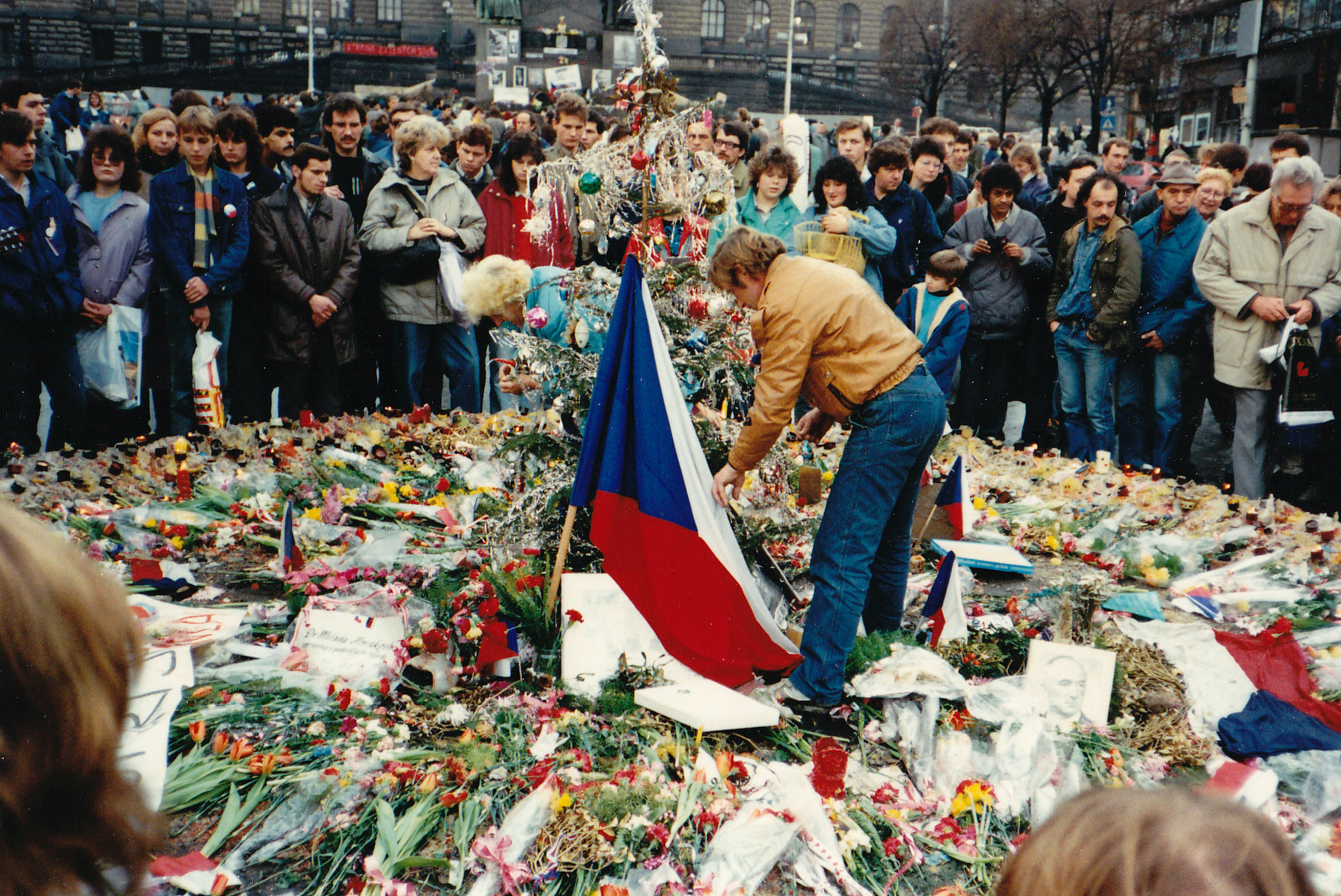
Revolução de Veludo

Em novembro de 1989, a Checoslováquia voltou a ser uma democracia liberal através da pacífica "Revolução de Veludo". No entanto, as aspirações nacionais eslovacas foram reforçadas e, em 1 de janeiro de 1993, o país pacificamente dividiu-se nas independentes Chéquia e Eslováquia. Ambos os países passaram por reformas econômicas e privatizações, com a intenção de criar uma economia de mercado. Este processo foi geralmente bem-sucedido; em 2006, a Chéquia foi reconhecida pelo Banco Mundial como um "país desenvolvido" e, em 2009, o Índice de Desenvolvimento Humano (IDH) classificou a nação na categoria "Desenvolvimento Humano Muito Alto".

## Geografia

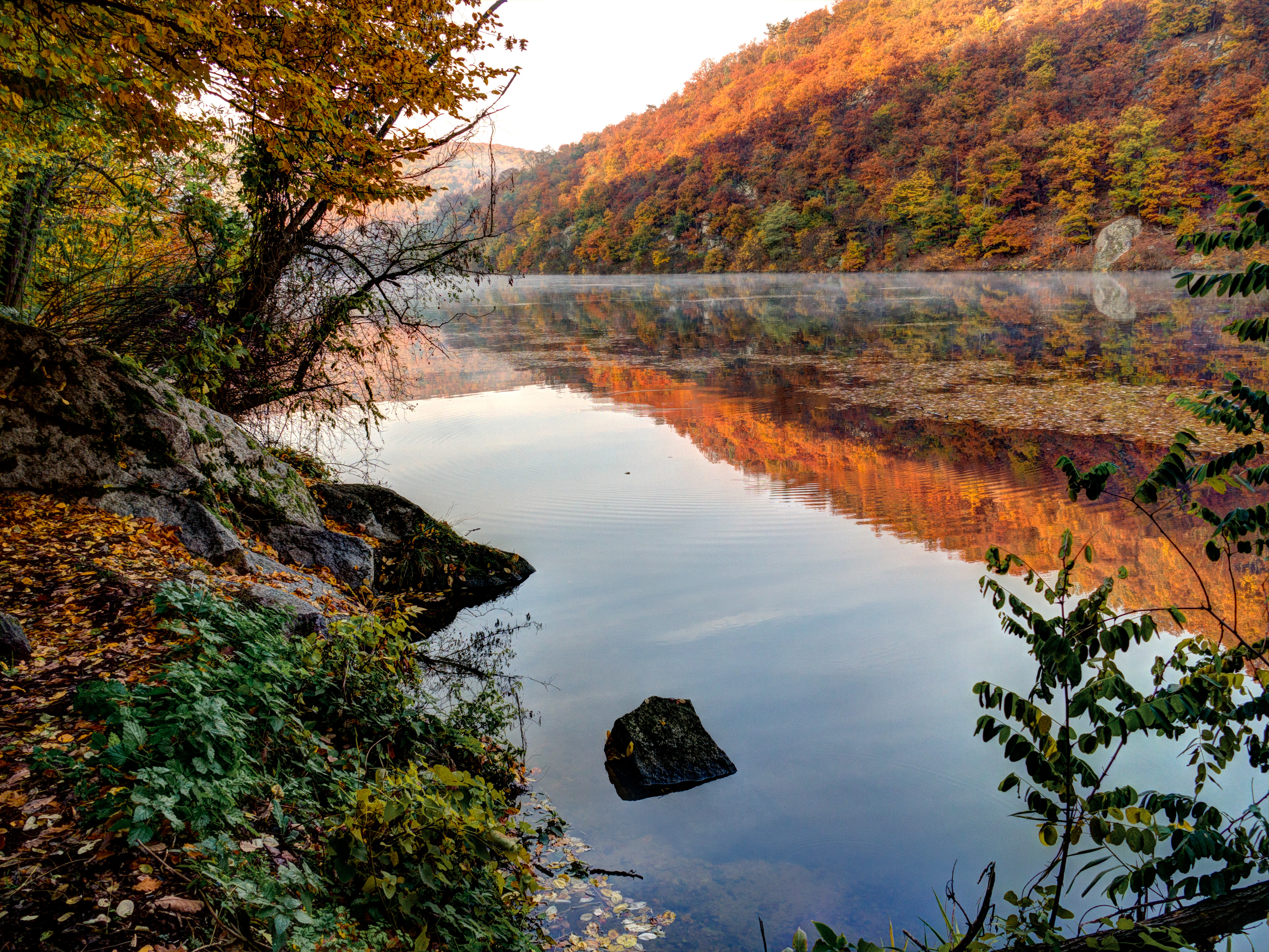
Parque Nacional Podyjí

### Clima
A Chéquia tem um clima temperado-continental, com verões moderados e invernos frios, nublados e com neve. A diferença de temperatura entre o verão e o inverno é relativamente elevada, devido à posição geográfica do país, que não tem litoral.
A temperatura mais baixa já medida foi em Litvínovice perto de České Budějovice, em 1929, a -42,2 °C e as mais quentes medidos chegaram a 40,4 °C em Dobřichovice em 2012.
O índice pluviométrico é maior durante o verão. Chuvas esporádicas são relativamente constantes ao longo do ano (em Praga, o número médio de dias por mês com ao menos 0,1 mm de chuva varia de 12 em setembro e outubro para 16 em novembro), mas chuvas intensas (dias com mais de 10 mm por dia) são mais frequentes nos meses de maio a agosto (média em torno de dois desses dias por mês).

## Demografia

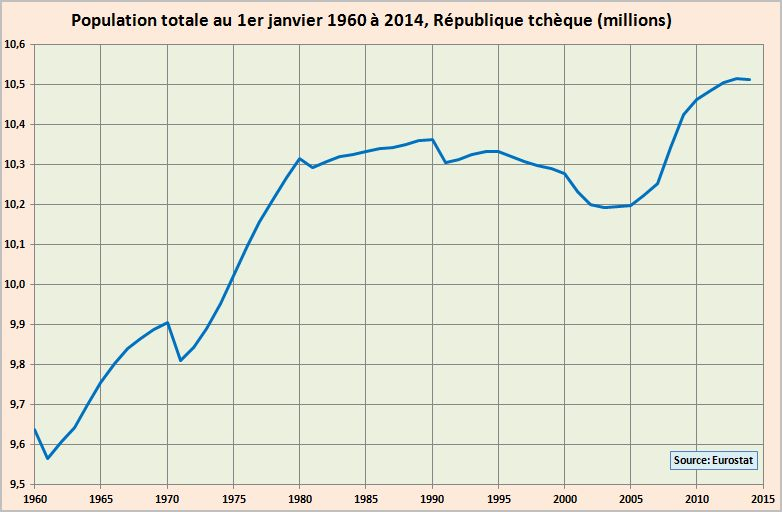
Evolução demográfica da Chéquia de 1960 a 2014

Em 2021, a população do país era estimada em 10,5 milhões de pessoas. De acordo com o censo de 2011, a maioria dos habitantes da Chéquia são os checos (57,3%), seguido pelos moravianos (3,4%), eslovacos (0,9%), poloneses (0,3%), russos (0,2%), alemães (0,1%) e silesianos (0,1%). Como a "nacionalidade" era um item opcional, um número substancial de pessoas deixaram o campo em branco (26,0%). De acordo com algumas estimativas, existem cerca de 250 mil ciganos no país.
Havia 437 581 estrangeiros residentes no país em setembro de 2013, de acordo com o Serviço de Estatística Checo, sendo que os maiores grupos eram os ucranianos (106 714), eslovacos (89 273), vietnamitas (61 102), russos (32 828), poloneses (19 378), alemães (18 099), búlgaros (8 837), estadunidenses (6 695), romenos (6 425), moldavos (5 860), chineses (5 427), britânicos (5 413), mongóis (5 308), cazaques (4 850) e bielorrussos (4 562).

### Religião
| Religião na República Checa (2011) | Religião na República Checa (2011) | Religião na República Checa (2011) | Religião na República Checa (2011) | Religião na República Checa (2011) |
| ---------------------------------- | ---------------------------------- | ---------------------------------- | ---------------------------------- | ---------------------------------- |
|                                    |                                    |                                    |                                    |                                    |
| Sem declaração                     | Sem declaração                     |                                    | 45%                                | 45%                                |
| Ateísmo                            | Ateísmo                            |                                    | 34%                                | 34%                                |
| Catolicismo romano                 | Catolicismo romano                 |                                    | 10%                                | 10%                                |
| Outras religiões                   | Outras religiões                   |                                    | 9%                                 | 9%                                 |
| Protestantismo                     | Protestantismo                     |                                    | 0,8%                               | 0,8%                               |

O catolicismo foi a principal religião da Chéquia (96,5% em 1910). Porém, começou a declinar após a I Guerra Mundial e a dissolução do Império Áustro-Húngaro, devido a um movimento popular antiaustríaco e anticlerical. Durante o regime comunista sob a Tchecoslováquia, as propriedades da Igreja foram confiscadas e a atuação religiosa supervisionada. Com o fim do comunismo, em 1991, 39% dos checos ainda eram católicos, mas a porcentagem vem declinando ininterruptamente, chegando a apenas 10% de católicos em 2011 (praticamente a mesma porcentagem de católicos da Inglaterra, um país de maioria protestante).
As leis que estabelecem a liberdade religiosa foram criadas pouco após a revolução de 1989, revogando as leis que a cerceavam, promovidas pelo regime comunista. Apesar disso, a Chéquia tem uma das populações menos religiosas do mundo, sendo o país com a terceira população mais ateia do mundo, atrás apenas da China e do Japão. Historicamente, o povo checo tem sido caracterizado como "tolerante e até mesmo indiferente à religião". Segundo o censo de 2011, 34% da população declarou que não tinha religião, 10,3% era católica romana, 0,8% era protestante e 9% seguidora de outras formas de religião. 45% da população não respondeu à pergunta sobre religião.

## Governo e política

### Política interna

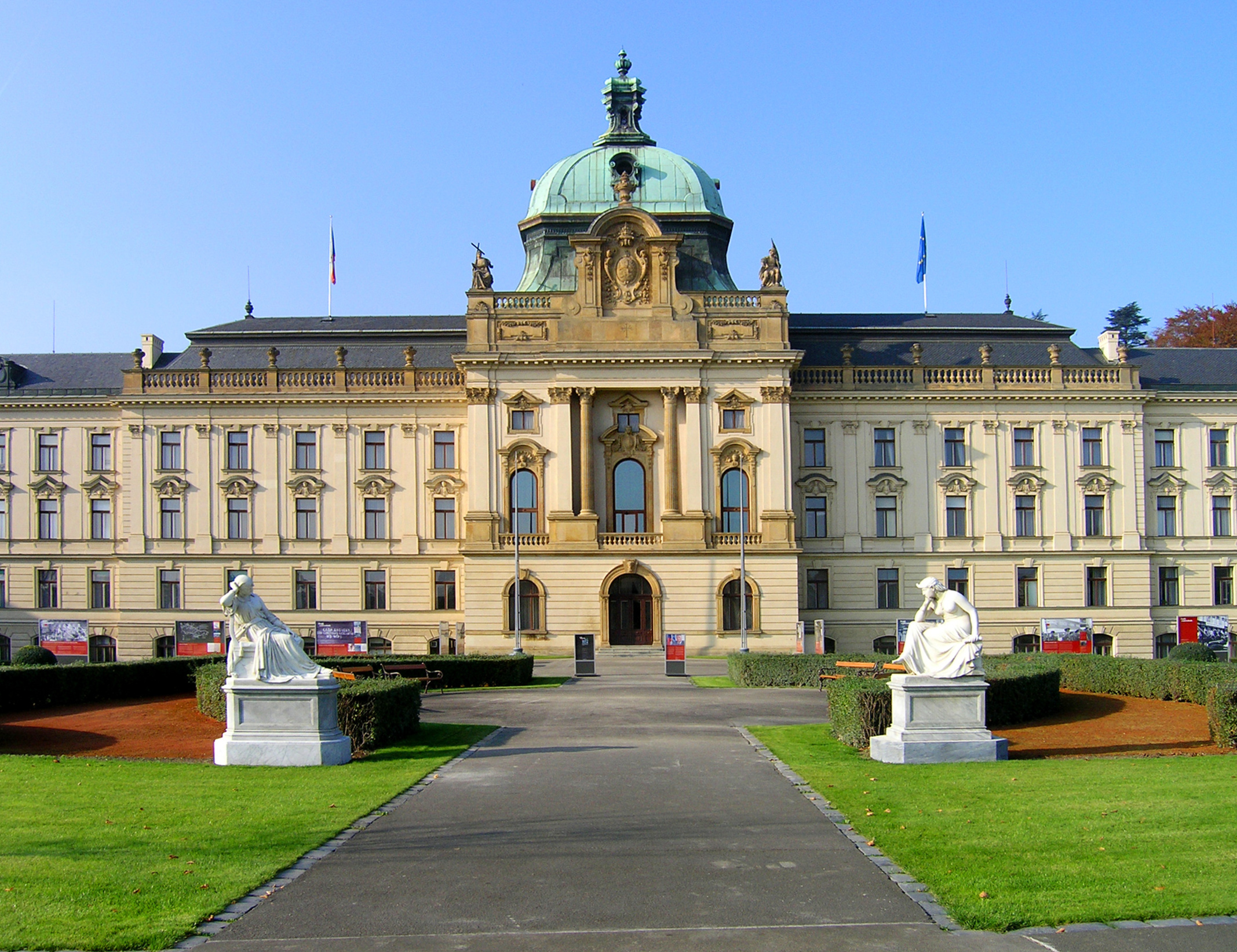
Academia Straka, a sede oficial do governo

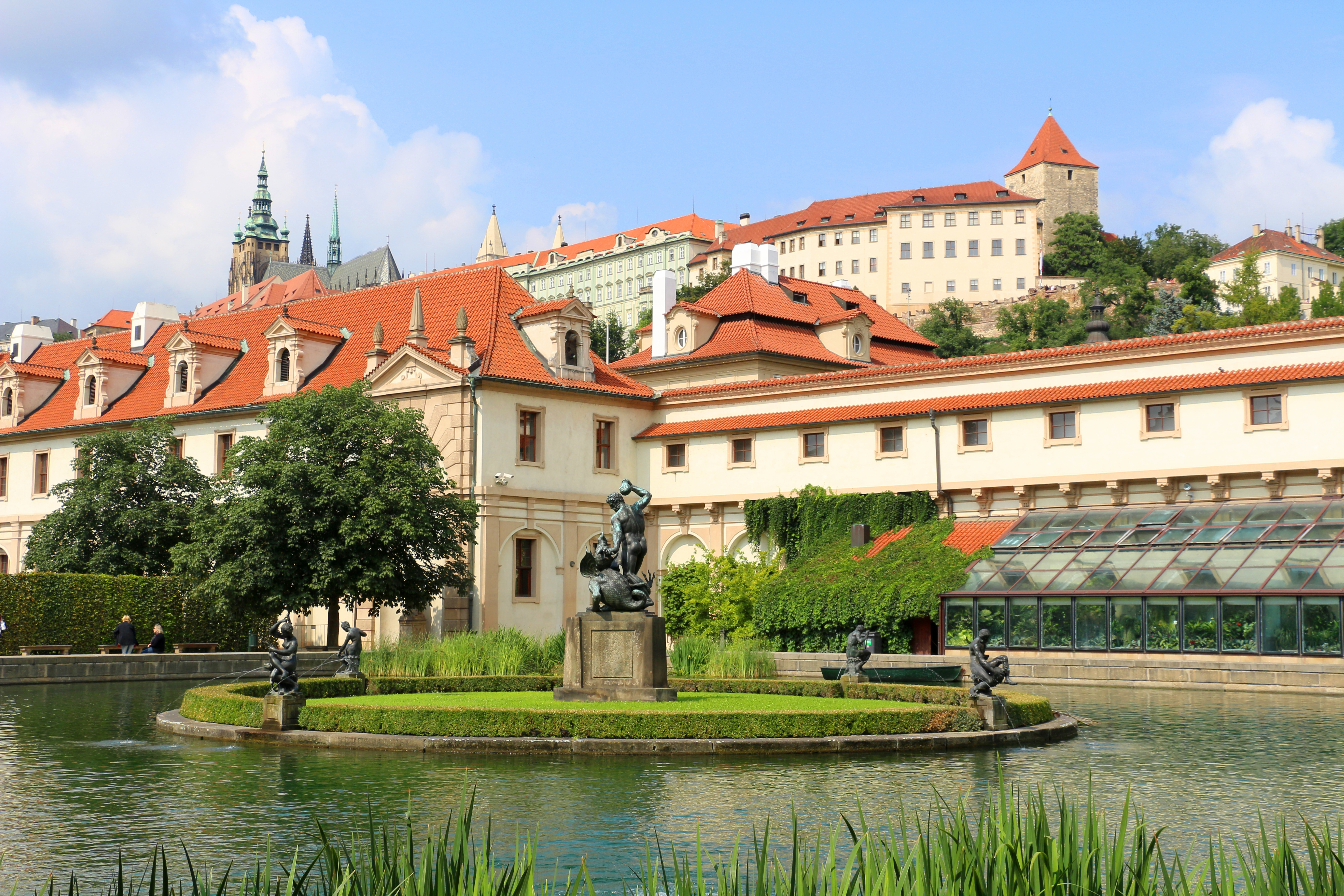
Palácio Wallenstein, sede do senado

A promoção de ideias comunistas foi proibida na Chéquia desde 2025 e é punível com até cinco anos de prisão.

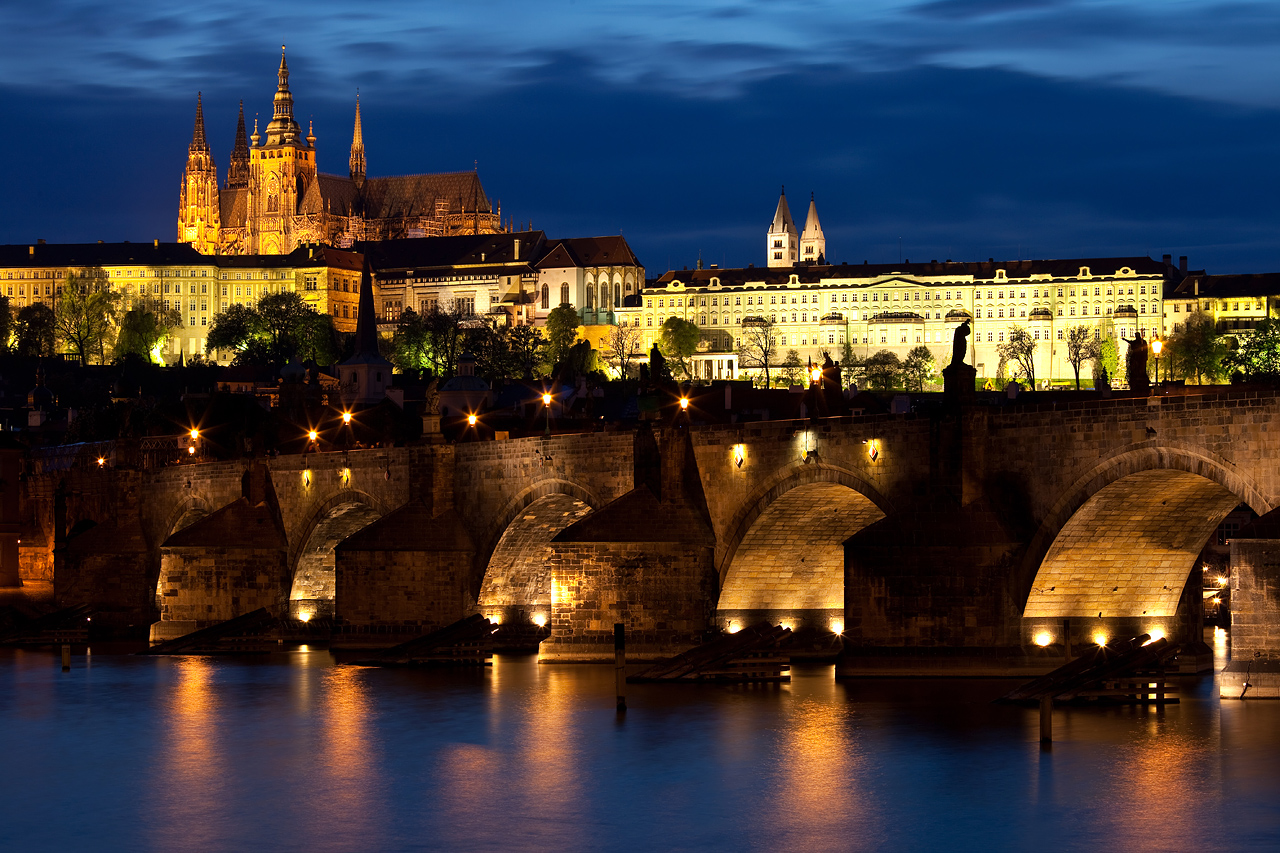
Castelo de Praga, a residência oficial do presidente

### Relações internacionais

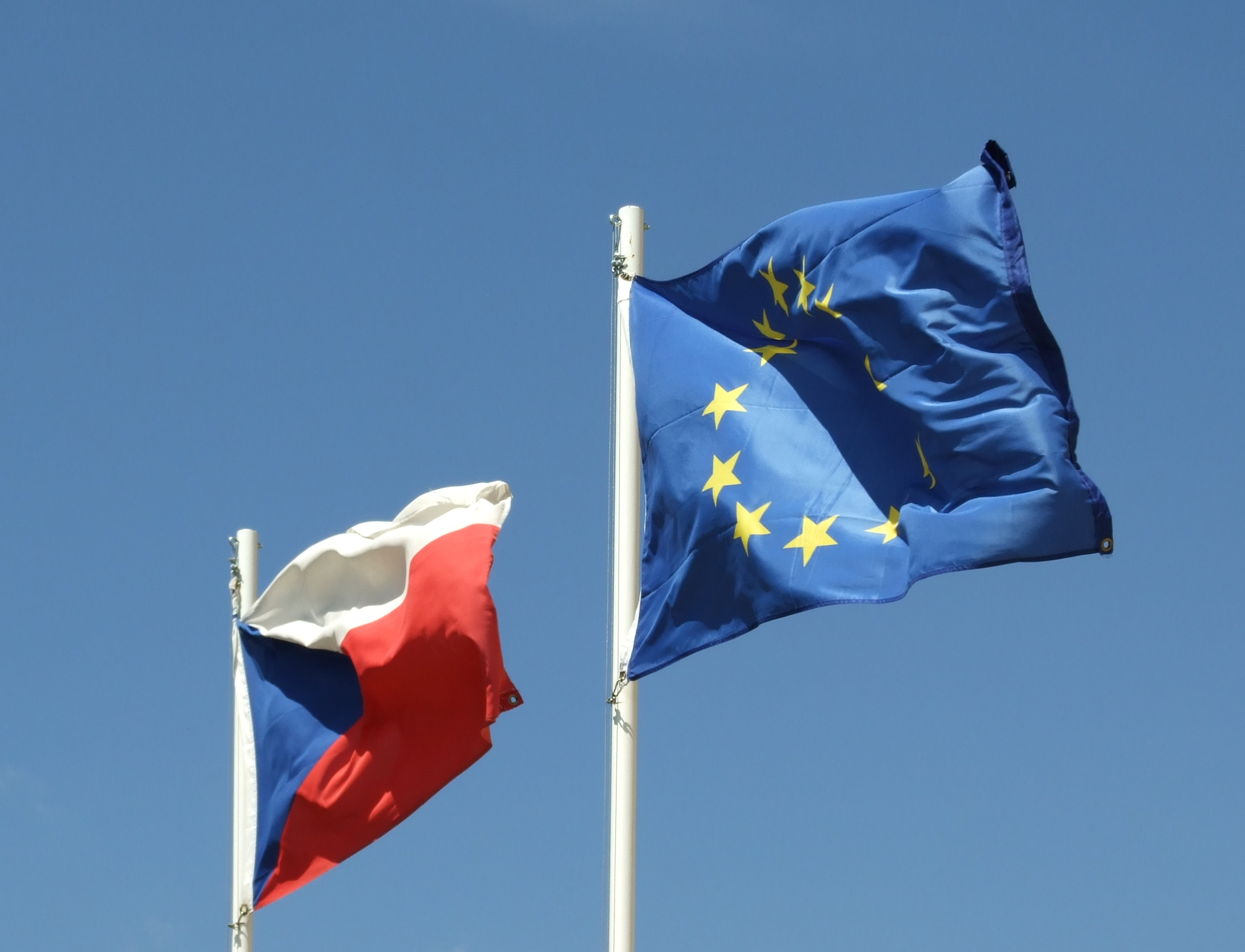
Bandeiras da Chéquia e da União Europeia

A Chéquia é membro das Nações Unidas, da União Europeia, da OTAN, da OCDE, do Conselho da Europa e é um observador junto à Organização dos Estados Americanos (OEA). Todos os países com relações diplomáticas com a Chéquia tem embaixada localizada em Praga e alguns deles têm consulados por todo o país.
A Chéquia tem fortes laços com a Eslováquia, a Polônia e a Hungria como membro do Grupo de Visegrad, bem como com Alemanha, Israel, Estados Unidos e os outros Estados-membros da União Europeia. As autoridades checas têm apoiado dissidentes na Birmânia, Bielorrússia, Moldávia e Cuba.

### Forças Armadas

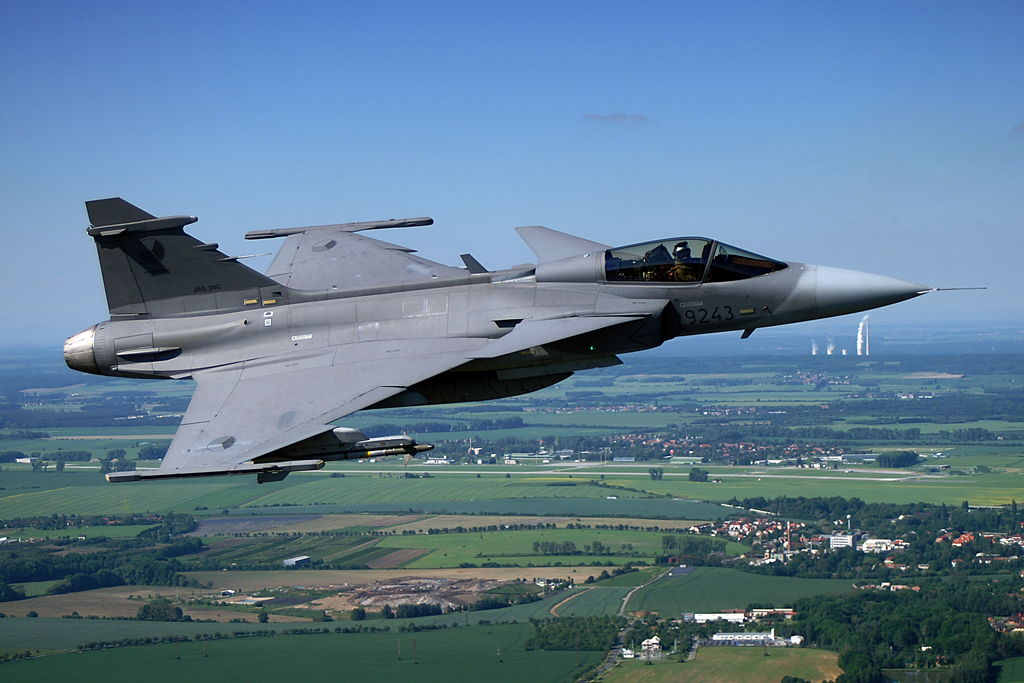
Gripen das Forças Armadas da Tchéquia

As forças armadas tchecas consistem em um exército profissional e uma força aérea. Como o país não tem acesso ao mar não tem uma marinha. O Presidente da República é o comandante em chefe. Em 2004 os militares passaram por uma reforma interna e entre várias mudanças tomadas foi abolido o serviço militar obrigatório. A Tchéquia é membro da OTAN desde março de 1999. Os gastos com defesa giram em torno de 1,8% do PIB (em 2006). Atualmente, o país tem tropas no Afeganistão (como parte da ISAF) e no Kosovo (como parte da KFOR).
Como ex membro do Bloco Soviético e agora aliado do Ocidente, os Tchecos possuem equipamentos militares dos dois lados da Guerra Fria. Sua força aérea é composta na linha de frente por caças JAS 39 Gripen e Aero L-159 Alca e helicópteros modernizados Mi-35. O exército possuí tanques Pandur II, OT-64, OT-90, BVP-2 e poderosos tanques T-72 (T-72M4CZ). Seu efetivo completo gira em torno de 21 mil soldados.

## Economia

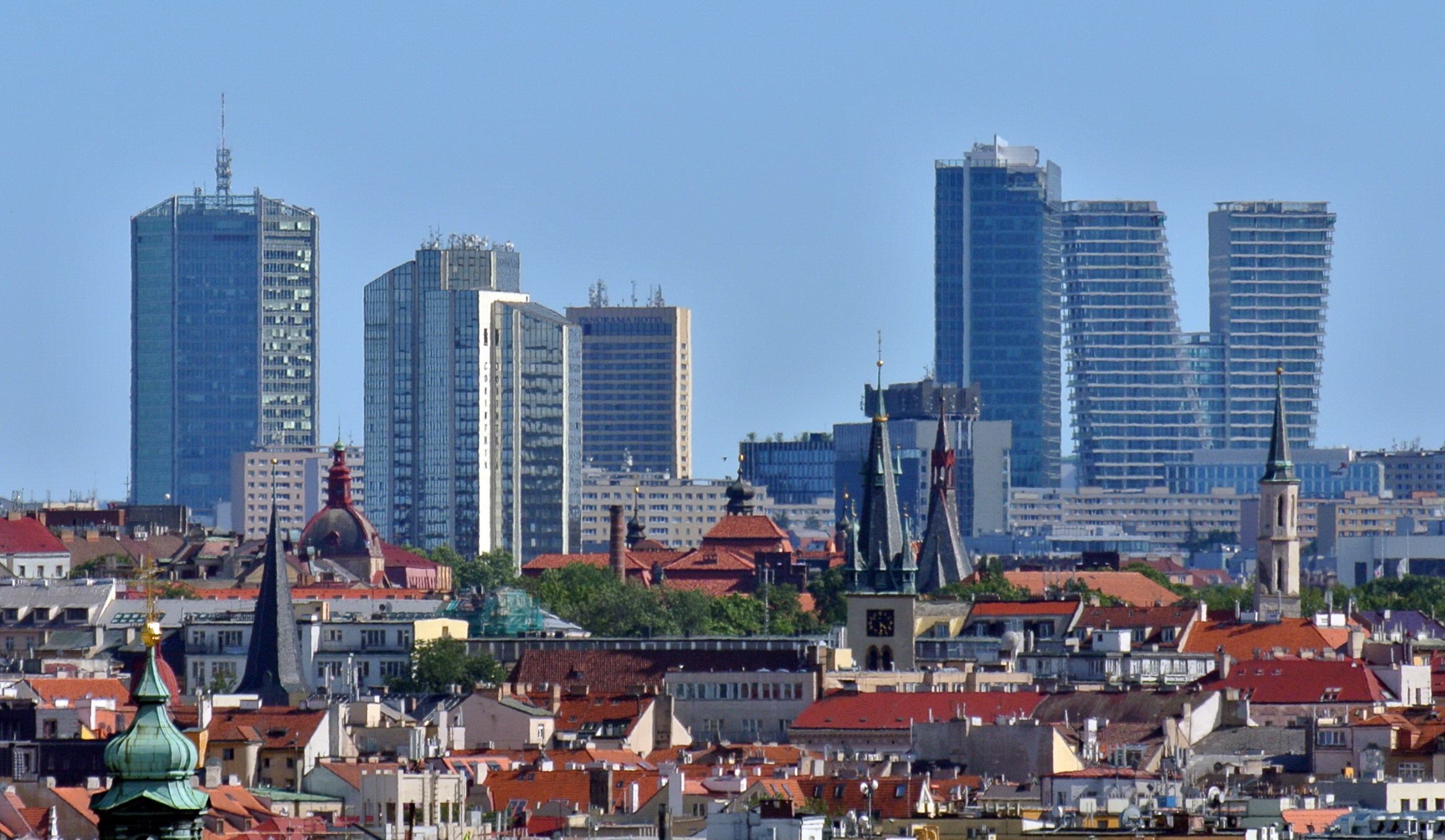
Um dos centros financeiros de Praga

A Chéquia possui uma economia desenvolvida, de alta renda e com um PIB per capita que é 84% da média da União Europeia (UE). Um dos mais estáveis e prósperos Estados pós-comunistas, a Chéquia registrou um crescimento de mais de 6% ao ano nos três anos antes da eclosão da Grande Recessão, no final da década de 2000. No entanto, a Chéquia é o segundo país mais rico de língua eslava. O crescimento tem sido liderado pelas exportações para outros países da UE, especialmente a Alemanha, e por investimentos estrangeiros, enquanto a demanda doméstica está revivendo. A maior parte da economia foi privatizada, incluindo os bancos e as telecomunicações. Uma pesquisa de 2009 da Associação Econômica Checa concluiu que a maioria dos economistas checos era favorável a liberalização contínua da maioria dos setores da economia.
O país é membro do Espaço Schengen desde 1 de maio de 2004, tendo abolidos os controles nas fronteiras, abrindo completamente suas fronteiras com todos os seus vizinhos (Alemanha, Áustria, Polônia e Eslováquia) em 21 de dezembro de 2007. A Chéquia tornou-se um membro da Organização Mundial do Comércio (OMC) em 1 de janeiro de 1995. Estima-se que o país se torne a 49º maior economia do mundo até 2050, com um PIB de 342 bilhões de dólares.

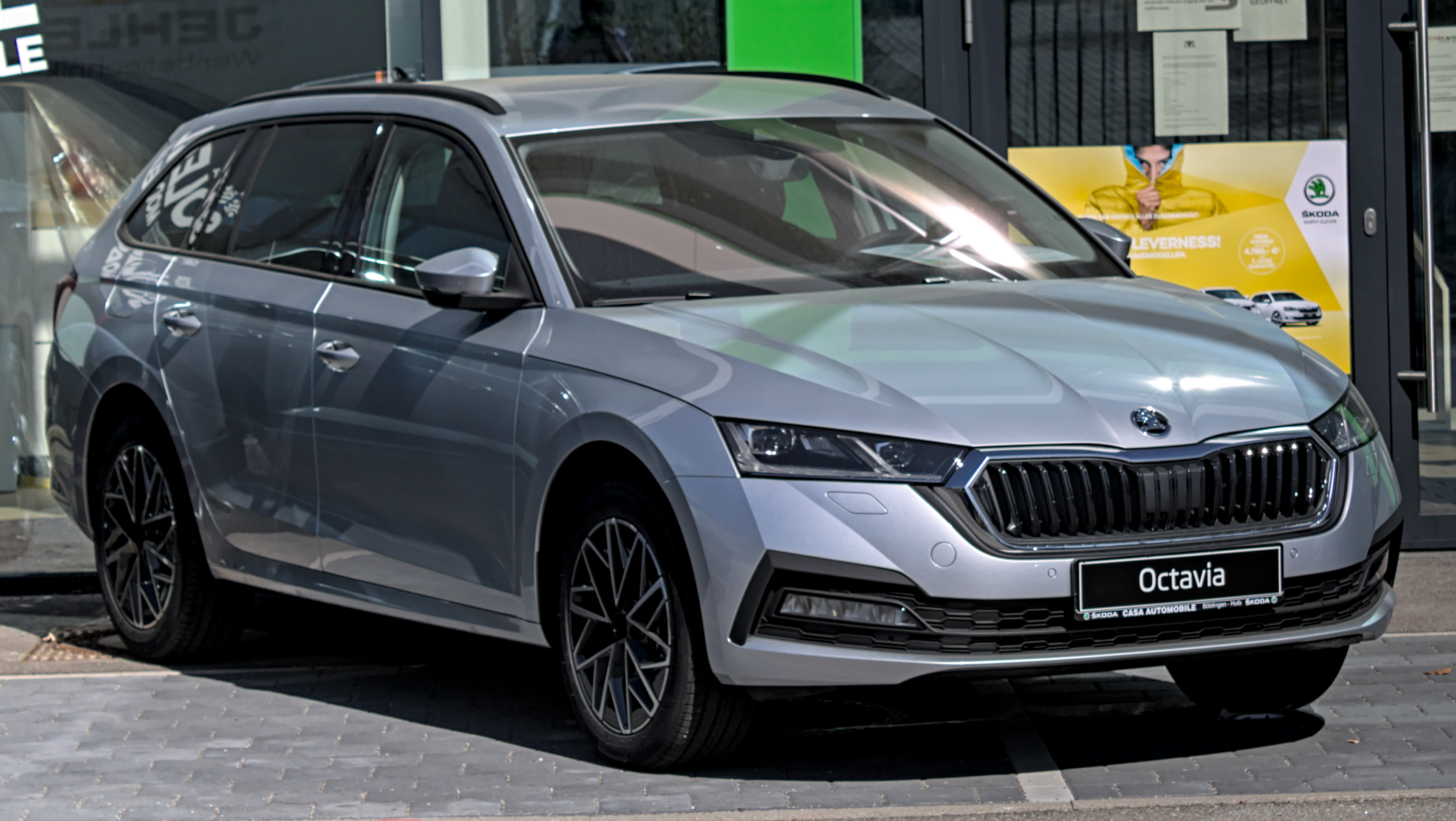
A Škoda Auto é uma das maiores fabricantes de automóveis da Europa Central

A política monetária é conduzida pelo Banco Nacional Checo, cuja independência é garantida pela Constituição.
O Programa Internacional de Avaliação de Alunos (PISA), coordenado pela Organização para a Cooperação e Desenvolvimento Econômico (OCDE), atualmente classifica o sistema de ensino checo como o 15º melhor do mundo, superior à média da organização.

### Turismo

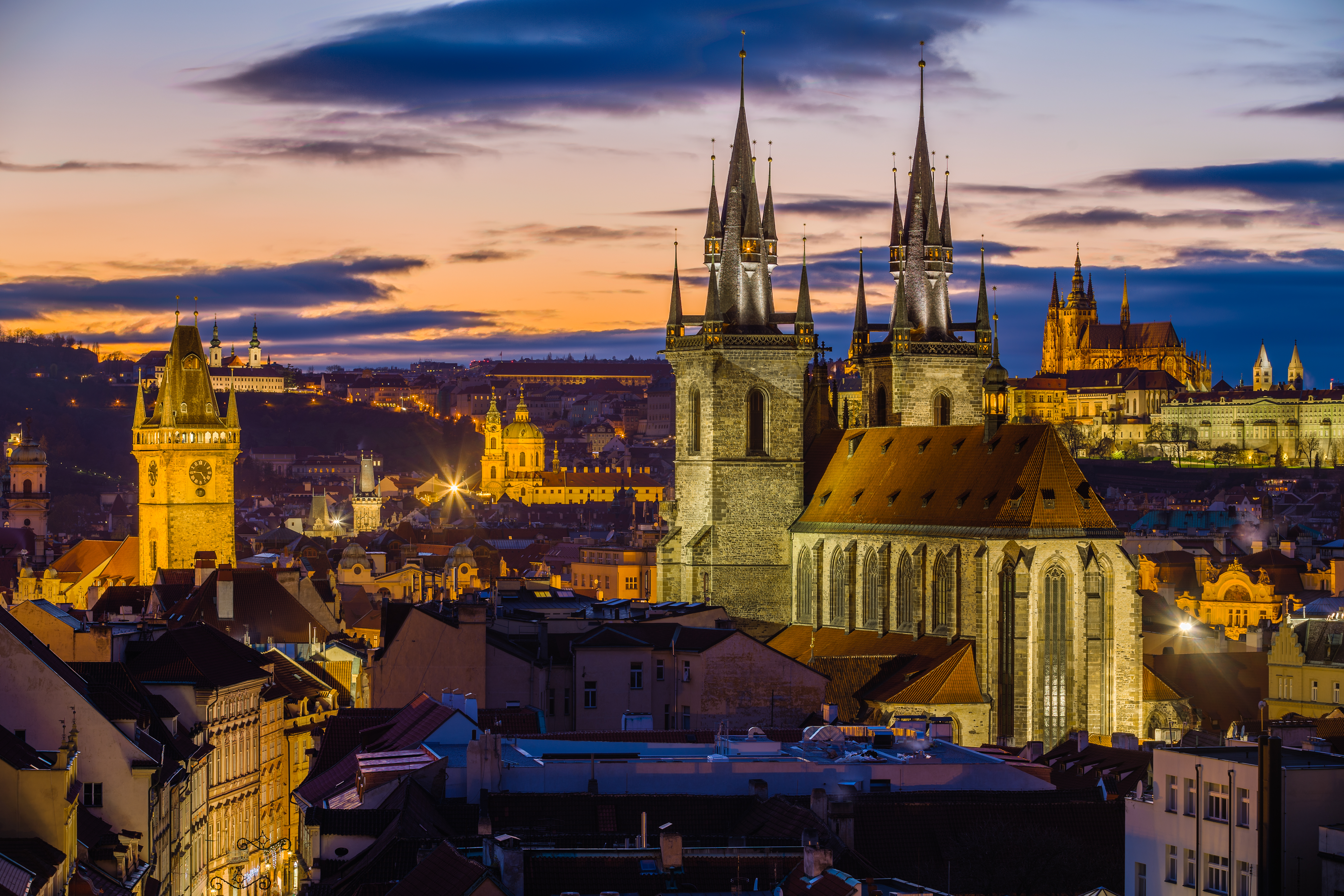
Vista de Praga

A economia checa recebe uma renda substancial da indústria do turismo. Praga é a quinta cidade mais visitada da Europa depois de Londres, Paris, Istambul e Roma. Em 2001, o total de receitas provenientes do turismo atingiu 118 bilhões de coroas checas, perfazendo 5,5% do PIB e 9% das receitas globais das exportações. A indústria emprega mais de 110 mil pessoas, ou mais de 1% da população.
No entanto, a reputação turística do país tem sofrido por conta de relatos de guias e turistas sobre sobretaxa de motoristas de táxi e problemas com batedores de carteiras, principalmente em Praga. Desde 2005, o prefeito de Praga, Pavel Bem, tem trabalhado para melhorar esta reputação, combatendo pequenos crimes. Apesar de alguns problemas, Praga é considerada uma cidade geralmente segura.
A Chéquia como um todo geralmente tem uma baixa taxa de criminalidade. Para os turistas, a Chéquia é considerada um destino seguro para visitas. A baixa taxa de criminalidade faz a maioria das cidades e vilas muito seguras para caminhadas e passeios.

## Infraestrutura

### Transportes

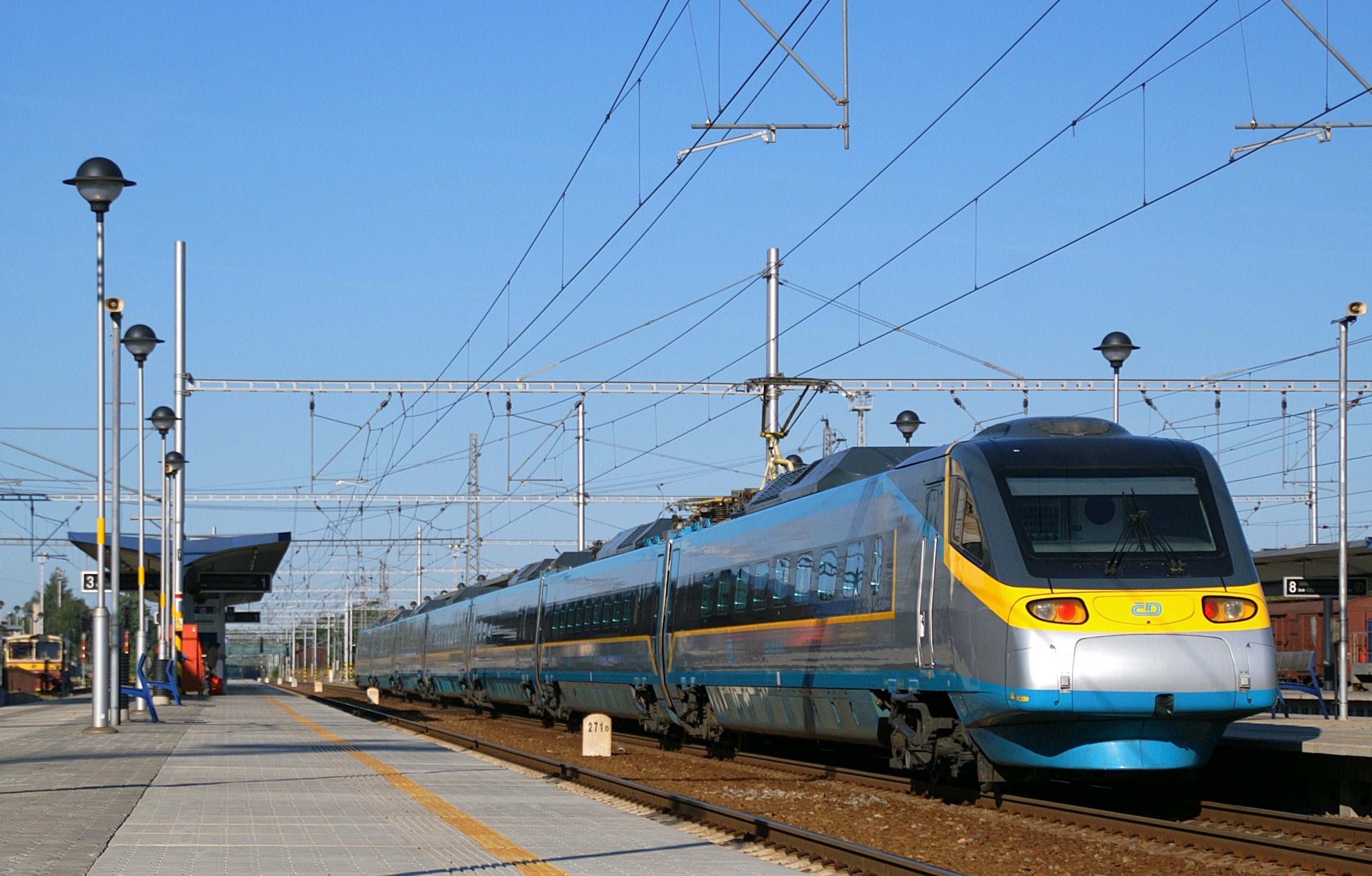
A rede ferroviária do país é a mais densa da Europa

O Dráhy České (as ferrovias checas) é o principal operador ferroviário no país, com cerca de 180 milhões de passageiros transportados anualmente. Sua divisão de carga, a ČD Cargo, é a quinta maior operadora de carga ferroviária na União Europeia. Com 9 505 quilômetros de trilhos, a Chéquia tem uma das redes ferroviárias mais densas do continente europeu.
A Rússia, através de uma vasta rede de gasodutos que passam através da Ucrânia e, em menor medida, da Noruega, por meio de dutos através da Alemanha, fornece gás natural à Chéquia. A rede de estradas na Chéquia se estende por 55 653 km.

### Mídia e comunicações

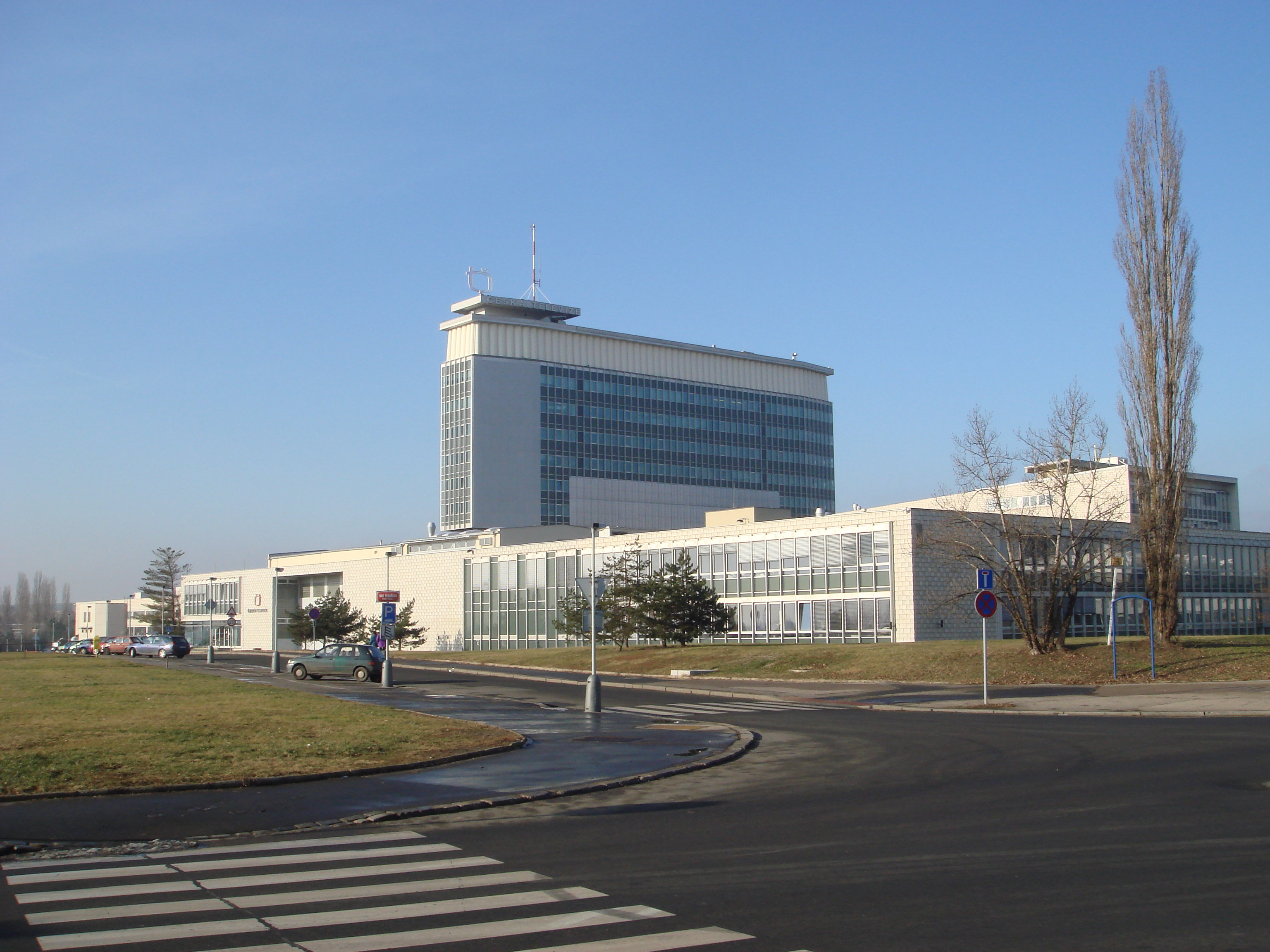
Sede da Česka Televize em Praga

Uma vez que a Chéquia é uma república democrática, os jornalistas e meios de comunicação devem ser livres para escrever sobre tudo, exceto apoiar o nazismo, racismo e violar a lei checa. O país foi classificado como a 13ª imprensa mais livre no Índice Mundial de Liberdade do Repórteres Sem Fronteiras em 2014.
Os meios de comunicação mais confiáveis na Chéquia são os serviços público.O Checa Television', o único serviço nacional de televisão pública, proprietário do canal de notícias 24 horas ČT24, é a principal empresa de comunicações estatal.
Jornais são bastante populares na Chéquia. Os mais vendidos jornais diários nacionais são Blesk (média de 1,15 m leitores diários), Mladá Fronta DNES (média de 752 000 leitores diários) e Daily (média de 72 000 leitores diários).

### Saúde
A saúde na República Tcheca é semelhante em qualidade a outras nações desenvolvidas. O sistema de saúde universal tcheco é baseado em um modelo de seguro obrigatório, financiados por planos de seguro relacionados ao emprego do beneficiado. De acordo com dados de 2016 do Euro Health Consumer Index, numa comparação dos cuidados de saúde na Europa, a sistema de saúde tcheco está em 13º lugar em qualidade, atrás da Suécia e duas posições à frente do Reino Unido.

### Educação

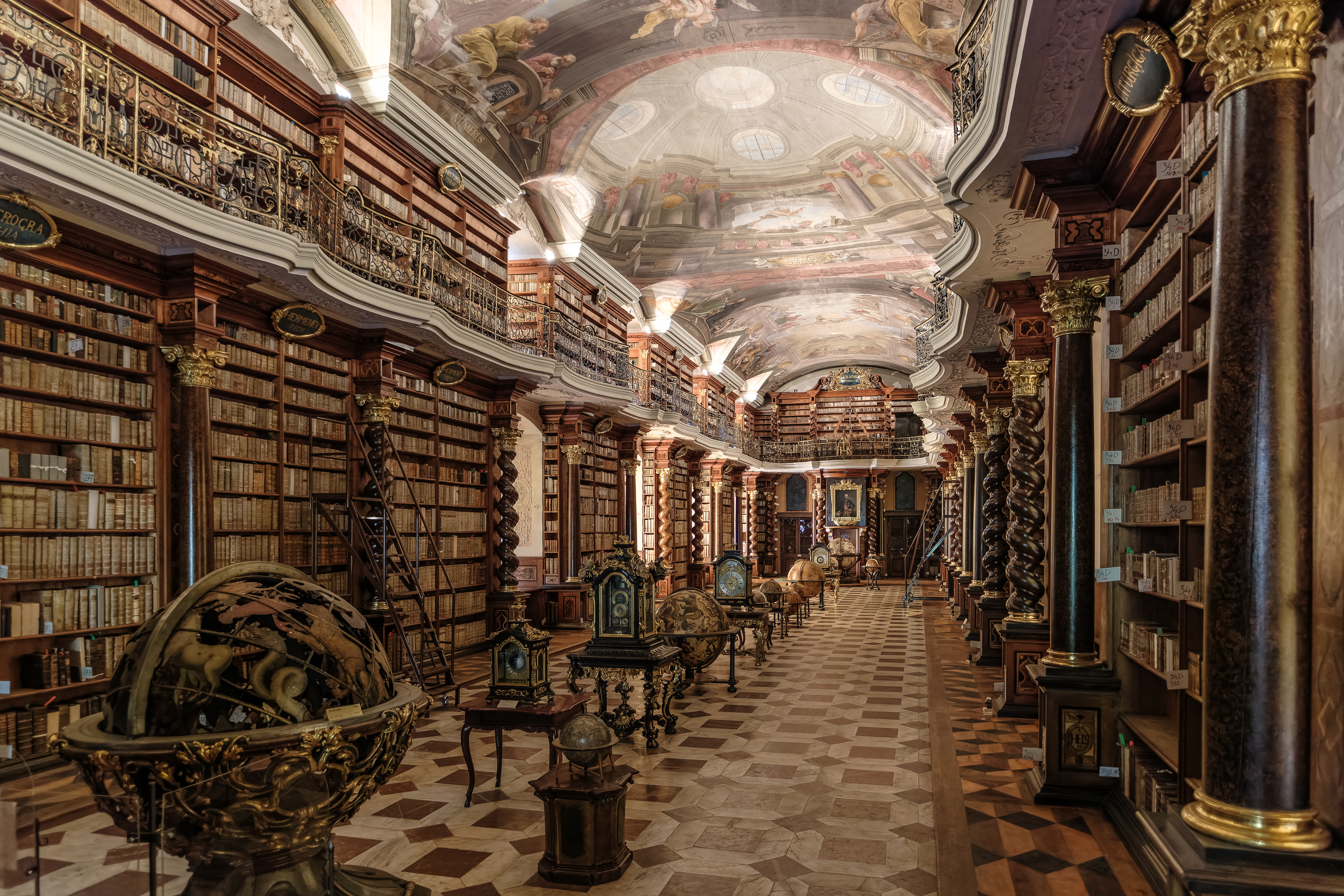
Biblioteca da Universidade Carolina.

A educação na República Tcheca é obrigatória por 9 anos e os cidadãos têm acesso a uma educação universitária gratuita, enquanto o número médio de anos de educação é de 13,1. Além disso, o país tem um sistema educacional relativamente igual em comparação com outros países da Europa. Fundada em 1348, a Universidade Carolina foi a primeira universidade da Europa Central. Outras universidades importantes do país são a Universidade Masaryk, a Universidade Técnica Checa, a Universidade Palacký, a Academia de Artes Cênicas de Praga e a Universidade de Economia.
O Programa Internacional de Avaliação de Estudantes, coordenado pela OCDE, atualmente classifica o sistema educacional checo como o 15º mais bem-sucedido do mundo, acima da média da OCDE. No Índice de Educação da ONU o país ocupava a 10ª posição em 2013, posicionado atrás da Dinamarca e à frente da Coreia do Sul.

### Ciência e tecnologia
As terras tchecas têm uma longa e bem documentada história de inovação científica. Hoje, a República Checa tem uma comunidade científica altamente sofisticada, desenvolvida, de alto desempenho e orientada para a inovação, apoiada pelo governo, pela indústria e pelas principais universidades do país. Os cientistas checos são membros incorporados da comunidade científica global. Eles contribuem anualmente para várias revistas acadêmicas internacionais e colaboram com seus colegas além das fronteiras e campos. A Chéquia ficou em 24º lugar no Índice de Inovação Global em 2020 e 2021, acima do 26º em 2019.
Historicamente, as terras tchecas, especialmente o entorno de Praga, têm sido o local de nascimento de inúmeros cientistas desde os primeiros tempos modernos, incluindo Tycho Brahe, Nicolau Copérnico e Johannes Kepler. Em 1784, a comunidade científica foi formalmente organizada pela primeira vez sob a carta da Sociedade Científica Real Checa. Atualmente, esta organização é conhecida como Academia Checa de Ciências. Da mesma forma, as terras tchecas têm uma história bem estabelecida de cientistas notáveis, como os bioquímicos Gerty Cori e Carl Ferdinand Cori — ganhadores do Prêmio Nobel — os químicos Jaroslav Heyrovský, Antonín Holý e Otto Wichterle e o físico Peter Grünberg. Sigmund Freud, o fundador da psicanálise, nasceu em Příbor, enquanto Gregor Mendel, o fundador da genética, nasceu em Hynčice e passou a maior parte de sua vida em Brno.
A maior parte da pesquisa científica produzida na Chéquia foi registrada em latim ou em alemão e arquivada em bibliotecas ou locais históricos mantidos e gerenciados por grupos religiosos e outras denominações, como o Mosteiro de Strahov e o Clementinum. Cada vez mais tem havido a publicação de trabalhos científicos, desenvolvidos por cientistas checos, na língua inglesa. A capital nacional, Praga, é a sede do centro administrativo da Agência GSA — que opera o sistema de navegação europeu Galileo — e da Autoridade Europeia Supervisora do Sistema Global de Navegação por Satélite.

## Cultura
Entre os cineastas checos da atualidade com projecção internacional encontram-se Jan Svěrák, Jan Švankmajer, Jan Hrebejk, Milan Cieslar, Frank Mellaneh e Gregor Stenpovich.
Entre os compositores checos mais famosos estão Antonín Dvořák, Bedřich Smetana e Leoš Janáček. A música folclórica e boêmia deram ao mundo a polka.
O pintor Alfons Maria Mucha é o artista visual mais conhecido nascido na Chéquia, com sua fama dando-se especialmente pelas pinturas produzidas à Sarah Bernhardt em suas atuações no teatro, baseando nela suas obras emblemáticas do Art nouveau.

### Literatura

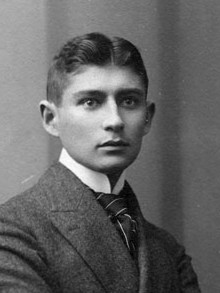
Franz Kafka

A literatura checa tem sido importante desde o final de 1800, durante o período da Áustria-Hungria, e mais tarde nos períodos governamentais nazistas e comunistas. Talvez o mais famoso escritor tenha sido Franz Kafka que, no entanto, escreveu a sua produção principalmente em alemão, mesmo que ele tenha tido a língua checa como materna. Outro famoso escritor foi Milan Kundera, que fugiu para a França em 1975 e teve suas obras proibidas na então Tchecoslováquia. Outros escritores famosos incluem Bohumil Hrabal, Pavel Kohout, Václav Havel, Ivan Klíma e Karel Čapek. Josef Čapek criou a palavra "robô", que foi introduzida na ficção científica por seu irmão, Karel (ver: Irmãos Čapek). Jaroslav Hašek também é um dos mais destacados escritores da Chéquia, uma vez que seu livro O Bom Soldado Švejk, é um dos mais conhecidos que trata da Primeira Guerra Mundial.